# Parafia św. Maksymiliana Marii Kolbego w Lubinie
Parafia św. Maksymiliana Marii Kolbego w Lubinie – rzymskokatolicka parafia znajdująca się w Lubinie, należąca do diecezji legnickiej.
Parafia jest pod wezwaniem św. Maksymiliana Kolbego. Jej proboszczem jest ks. Piotr Zawadka. Dnia 28 października 2023 roku dekretem ówczesnego biskupa legnickiego Andrzeja Siemieniewskiego parafia została podniesiona do godności sanktuarium św. Maksymiliana Marii Kolbe w Lubinie.